# Citroën C4 Cactus
Citroën C4 Cactus — мини-кроссовер французской компании Citroën, входящей в концерн Stellantis (ранее — в концерн Groupe PSA). В модельном ряду сменил C4 Aircross.
Разработка модели началась ещё в 2007 году с концепта C-Cactus, а в 2013 году был представлен непосредственный предвестник серийной модели под названием Citroën Cactus. Презентация серийной модели прошла на Женевском автосалоне в марте 2014 года. Продажи в Европе стартовали в 2014 году, а с 2017 года модель поставлялась в Аргентину. С 2014 по 2020 год кроссовер собирался на заводе в Испании для европейского рынка, а с 2018 года — на заводе в Бразилии для южноамериканского рынка. На базе серийного автомобиля было создано три концепта: C4 Cactus Aventure, C4 Cactus Airflow 2L и Cactus M.
Кроссовер имел средний успех в Европе, где было продано около 370 тысяч машин, что в несколько раз меньше, чем у одного из конкурентов — Renault Captur. Различные автомобильные издания оценили автомобиль в целом положительно, в основном выделяя дизайн и мягкую подвеску, но одновременно с этим критикуя работу бензинового двигателя и роботизированной коробки передач, а также поведение на грунтовых дорогах. Тем не менее, это не помешало модели завоевать несколько различных наград, среди которых — «World Car Design of the Year».

## История

### Разработка (2007—2013)
Ещё в 2007 году на Франкфуртском автосалоне Citroën представил концепт под названием C-Cactus. Модель сделана из экологически чистых материалов. По заявлениям компании, если автомобиль сломается, то его можно переработать и использовать для создания нового. Салон модели состоит из около 200 деталей. Концепт является гибридом: он оснащается дизельным мотором мощностью 70 л.с и электромотором мощностью 30 л. с. Максимальная скорость — 150 км/ч. Средний расход топлива — 3,4 л/100 км. Выбросы CO2 составляют 78 г/км. Коробка передач — пятиступенчатая автоматическая. Размер шин — 205/45, диски имеют диаметр 21 дюйм. Длина модели — 4,2 м, масса — 1306 кг, а объём багажника — от 500 до 1100 литров.
В 2008 году Citroën заявила о планах начать серийное производство модели на базе этого концепта. Тогда предполагалось, что модель будет предлагаться с бензиновым двигателем объёмом 1 литр, либо с электромотором. Весной 2013 года появилась информация, что новый автомобиль будет относительно дешёвым и называться C-Line, однако предположение о названии впоследствии оказалось неверным.
В сентябре 2013 года на Франкфуртском автосалоне был представлен более приближённый к серийной модели концепт Citroën Cactus (к тому моменту уже были известны название и дата презентации серийной модели). Он, как и серийная модель, обладает интересной особенностью — Airbump. Это прорезиненная поверхность с воздушной прослойкой внутри, предназначенная для уменьшения числа повреждений автомобиля при небольших столкновениях. На концепте такое покрытие установлено на бамперах и на дверях. В интерьере панель приборов и центральная консоль — это два экрана. Подушка безопасности пассажира располагается в солнцезащитном козырьке, благодаря чему перчаточный ящик имеет большие размеры.

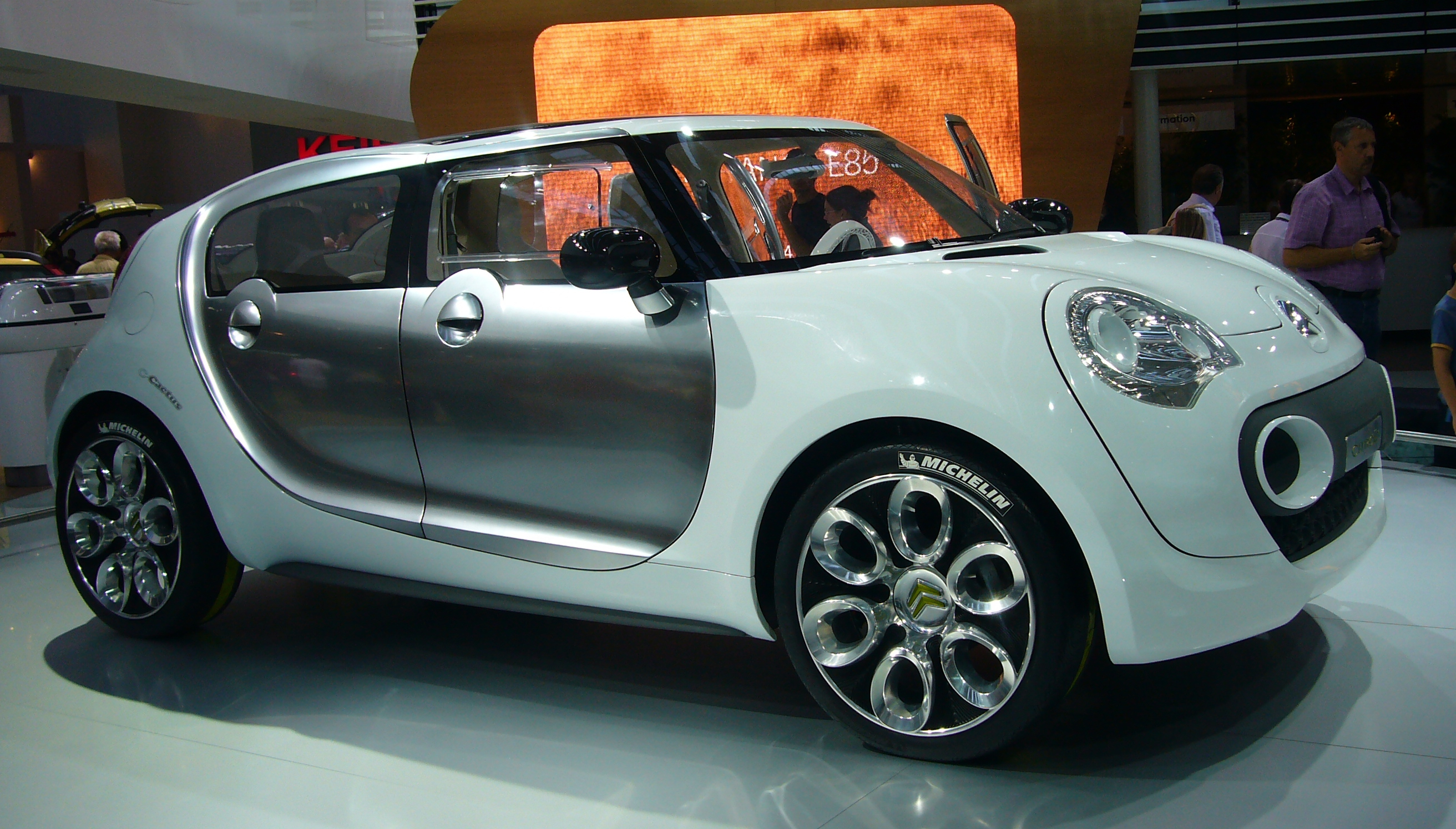
Citroën C-Cactus (2007)
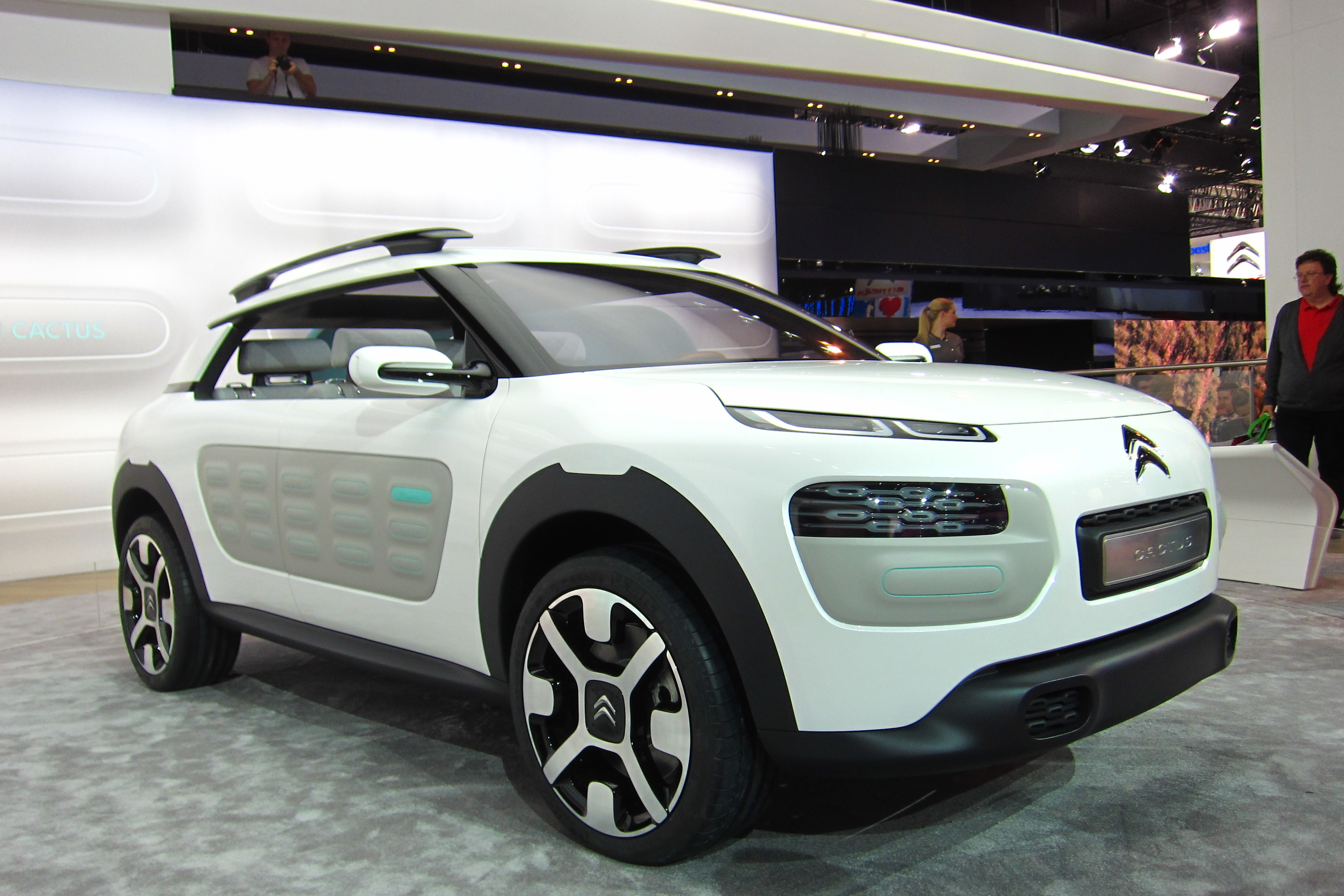
Citroën Cactus (2013)
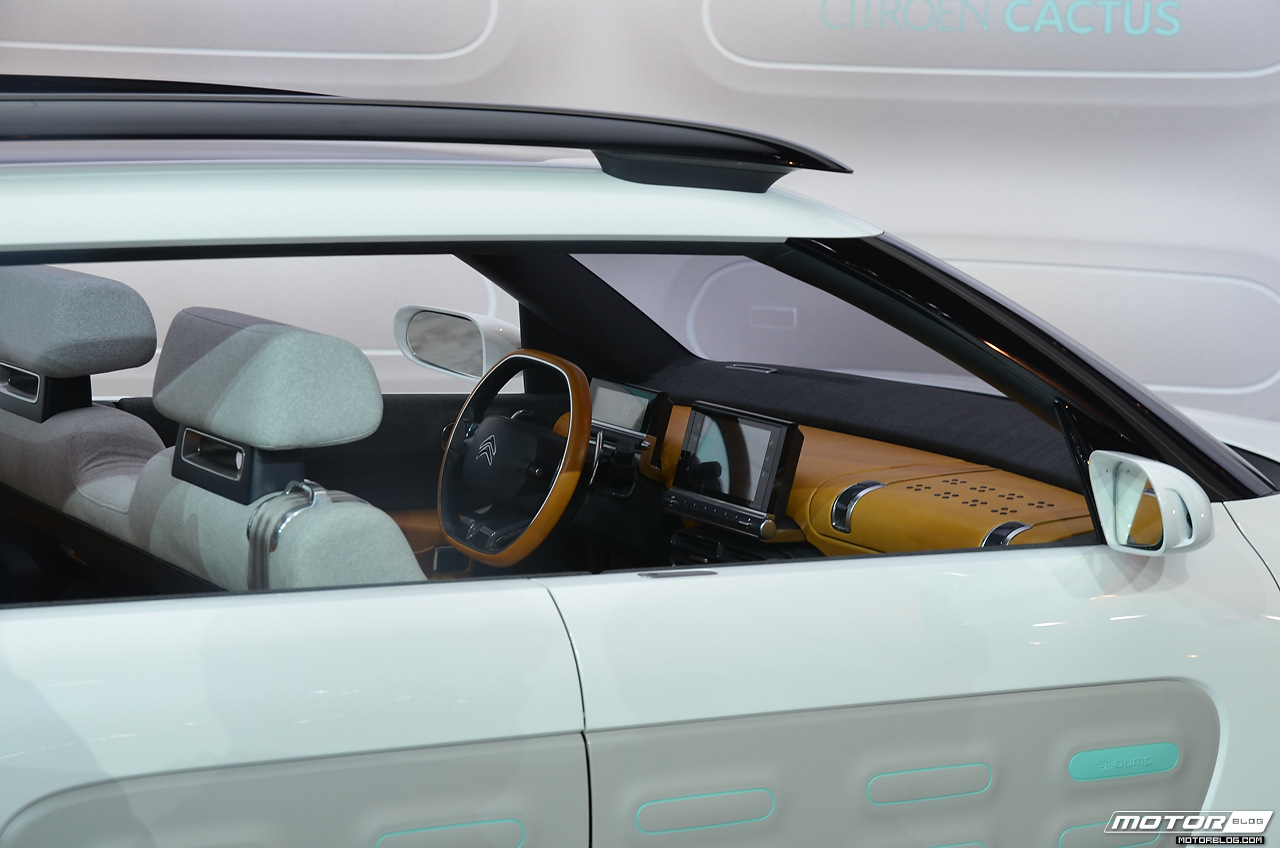
Интерьер второго концепта

### Серийная модель (2014)
Презентация серийной версии прошла на Женевском автосалоне в марте 2014 года. Модель была очень дешёвой — в Европе цены начинались от 14 000 евро (для сравнения, предшественник модели стоил от 24 000 евро). В Россию автомобиль поставлять не планировалось. В мае 2017 года начались продажи модели в Аргентине. Первоначально модель продавалась только через интернет-сайт компании в количестве не более 50 штук за месяц, а во второй половине июня кроссовер появился у официальных дилеров.
Осенью 2017 года модель прошла рестайлинг. C4 Cactus стал более похожим на хетчбэк, чем на кроссовер. Был полностью изменён передний бампер, фары и решётка радиатора. Airbump перестал устанавливаться на модель. Дверь багажника стала полностью окрашенной в цвет кузова, а задние фонари стали шире. В салоне появились новые кресла, в качестве наполнителя которых использованы как обычный пенополиуретан, так и вязкоупругая или текстурированная пена. Были установлены новые стёкла и улучшена шумоизоляция. Из-за рестайлинга модель сильно подорожала, что стало основной причиной её критики. Так, в Нидерландах стоимость выросла с 17 000 до 21 000 евро.
В мае 2018 года началась сборка модели для рынков стран-участниц Mercosur (Бразилия, Аргентина, Уругвай, Парагвай и Колумбия) на заводе Groupe PSA в городе Порту-Реал в Бразилии. Южноамериканская версия отличается от европейской иными бамперами, рейлингами на крыше, двухцветной окраской кузова, опускающимися задними стёклами (у европейской версии они приоткрываются в сторону) и 17-дюймовыми колёсами.
Производство модели в Европе завершилось в декабре 2020 года в связи с низким уровнем продаж.

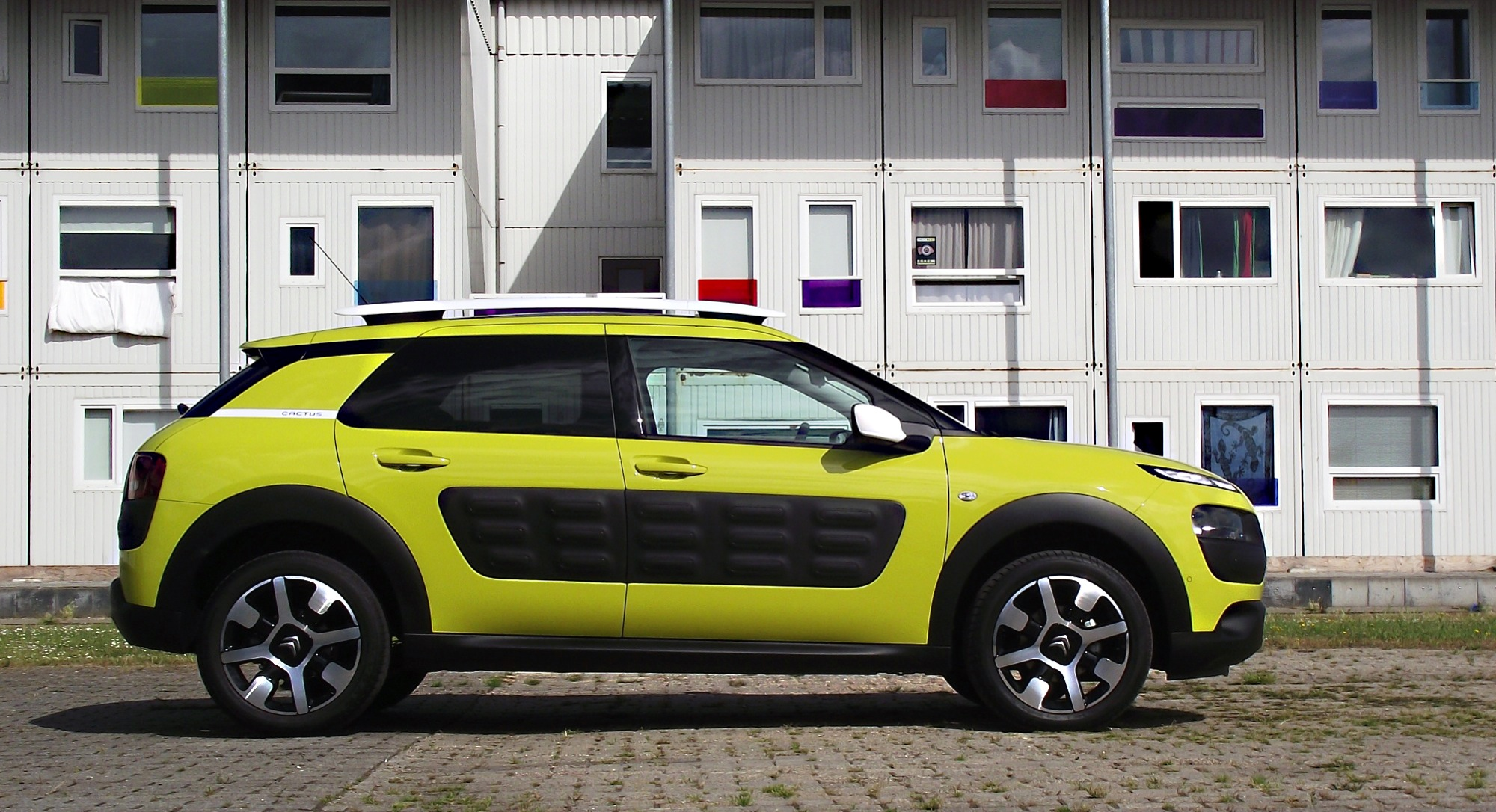
Вид сбоку
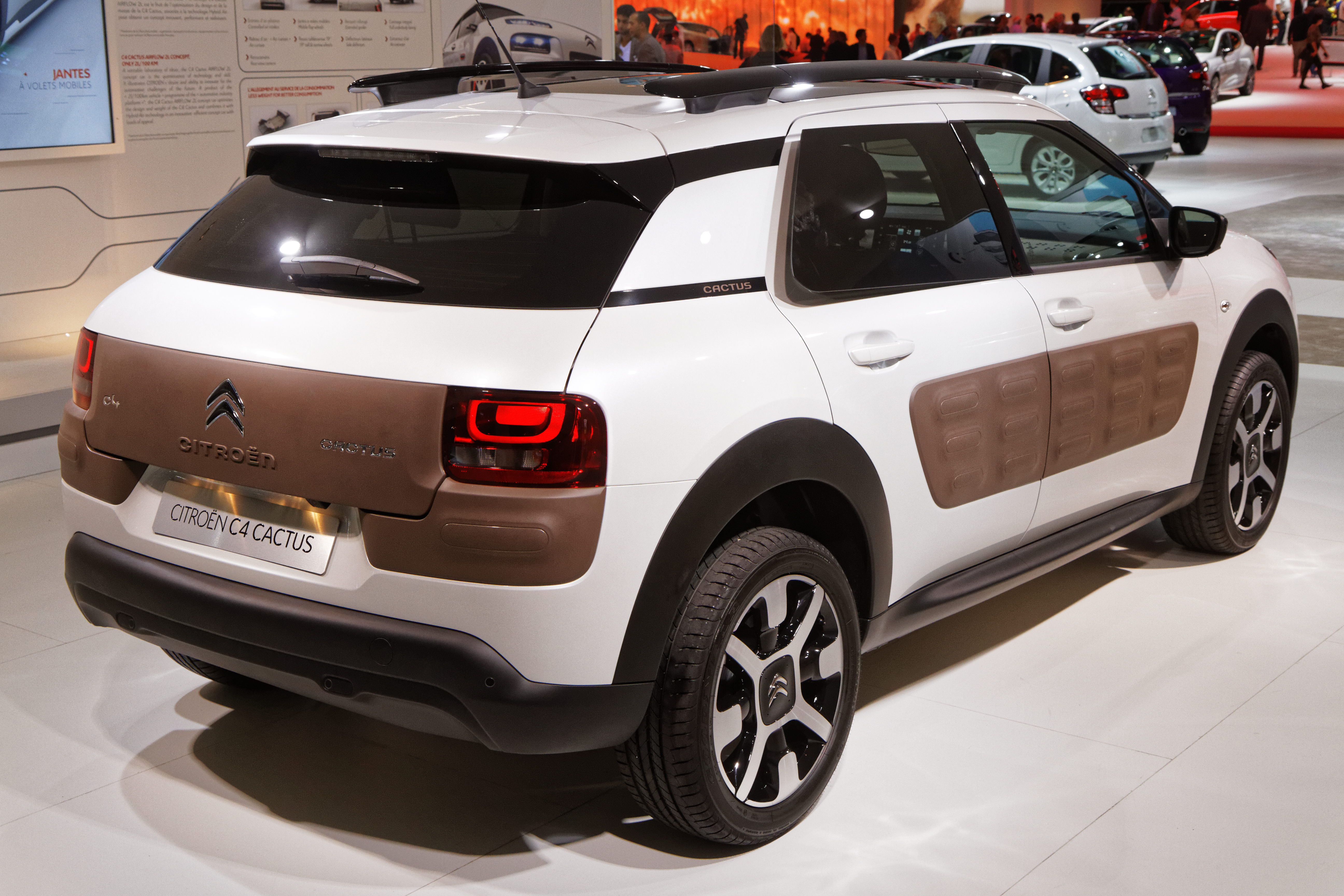
Вид сзади
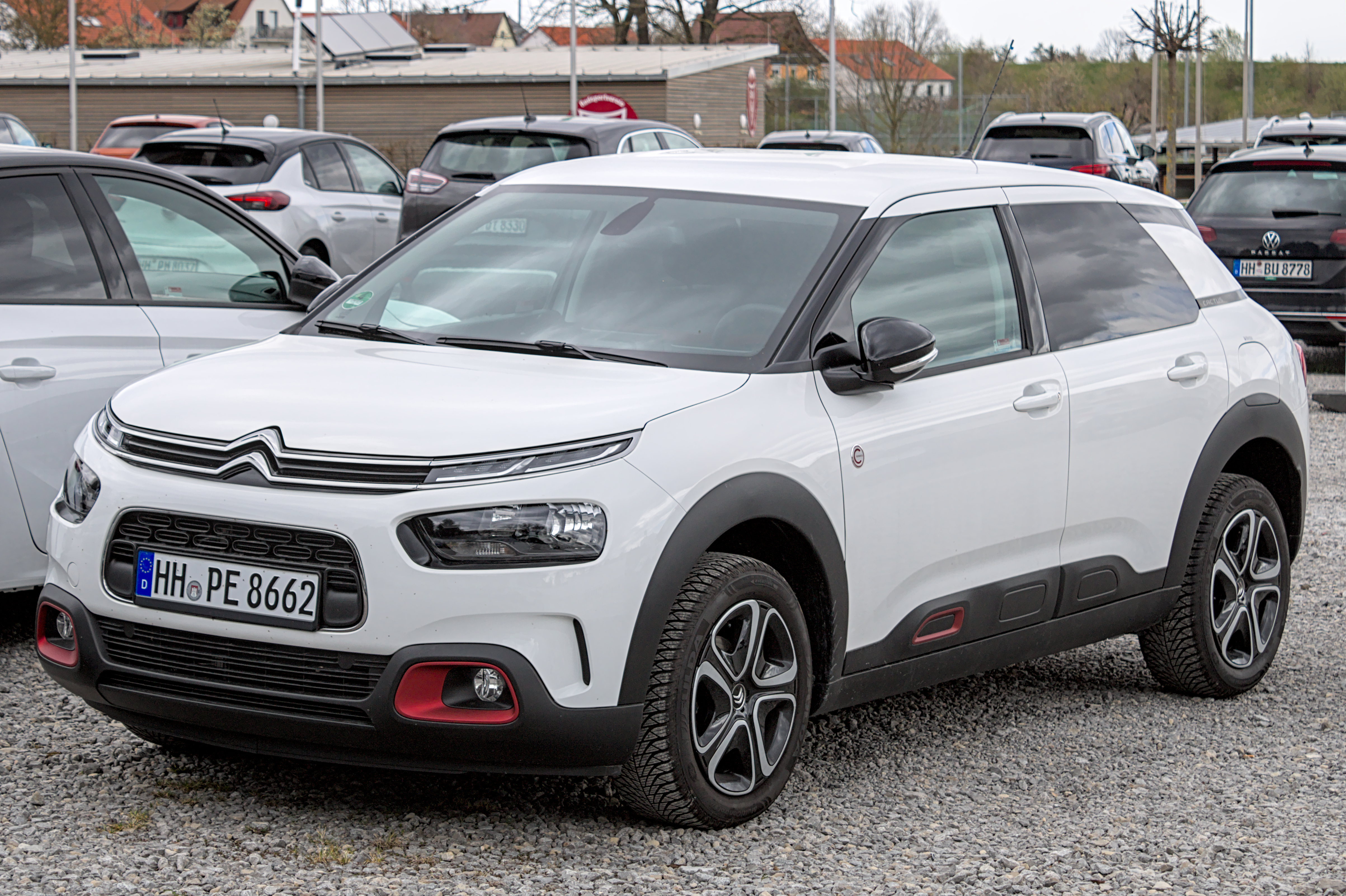
Модель 2017 года

### Концепты на базе серийной модели
На Женевском автосалоне 2014 года вместе с серийной моделью был представлен концепт C4 Cactus Aventure, выполненный в виде внедорожника. Модель отличается иными бамперами с пластиковыми накладками, пластиковыми расширителями колёсных арок, установленным на крыше дополнительным багажником и увеличенными колёсами.
На Парижском автосалоне в сентябре 2014 года был представлен второй концепт — C4 Cactus Airflow 2L, созданный с максимальным упором на аэродинамику. Задние стойки получили отклоняемые закрылки. Передний бампер получил боковые щели-дефлекторы и три подвижные заслонки, регулирующие поступление воздуха к радиатору. Шины высокие и узкие, на колпаках колёс имеются подвижные аэродинамические заслонки. Вместо зеркал заднего вида на дверях установлены видеокамеры. Снаряжённая масса снижена на 100 кг. Панорамная крыша заменена на поликарбонатную, элементы Air Bump стали углепластиковыми. На концепте установлены новые лонжероны. Части порогов и нижняя часть стоек сделаны из высокопрочной стали, передняя часть пола — из композита, задняя — из алюминия. Из углеродных композитов сделаны пружины подвески, двери, крылья, крыша и часть наружных боковых панелей. На модель установлена система Hybrid Air, накапливающая энергию в виде сжатого воздуха в двух баллонах под полом багажника. Благодаря ей расход топлива уменьшился на 30 % и составляет около 2 л/100 км.
В сентябре 2015 года был представлен третий концепт — Cactus M (M обозначает Méhari — внедорожник Citroën с открытым кузовом). Модель получила съёмную крышу, тем самым на ней можно ездить с открытым верхом. Из дверей остались только передние. На модель установлен 1,2-литровый двигатель и шестиступенчатая автоматическая коробка передач, которая отсутствует в серийной модели. Колёса тоже отличаются — они имеют диаметр 19 дюймов.

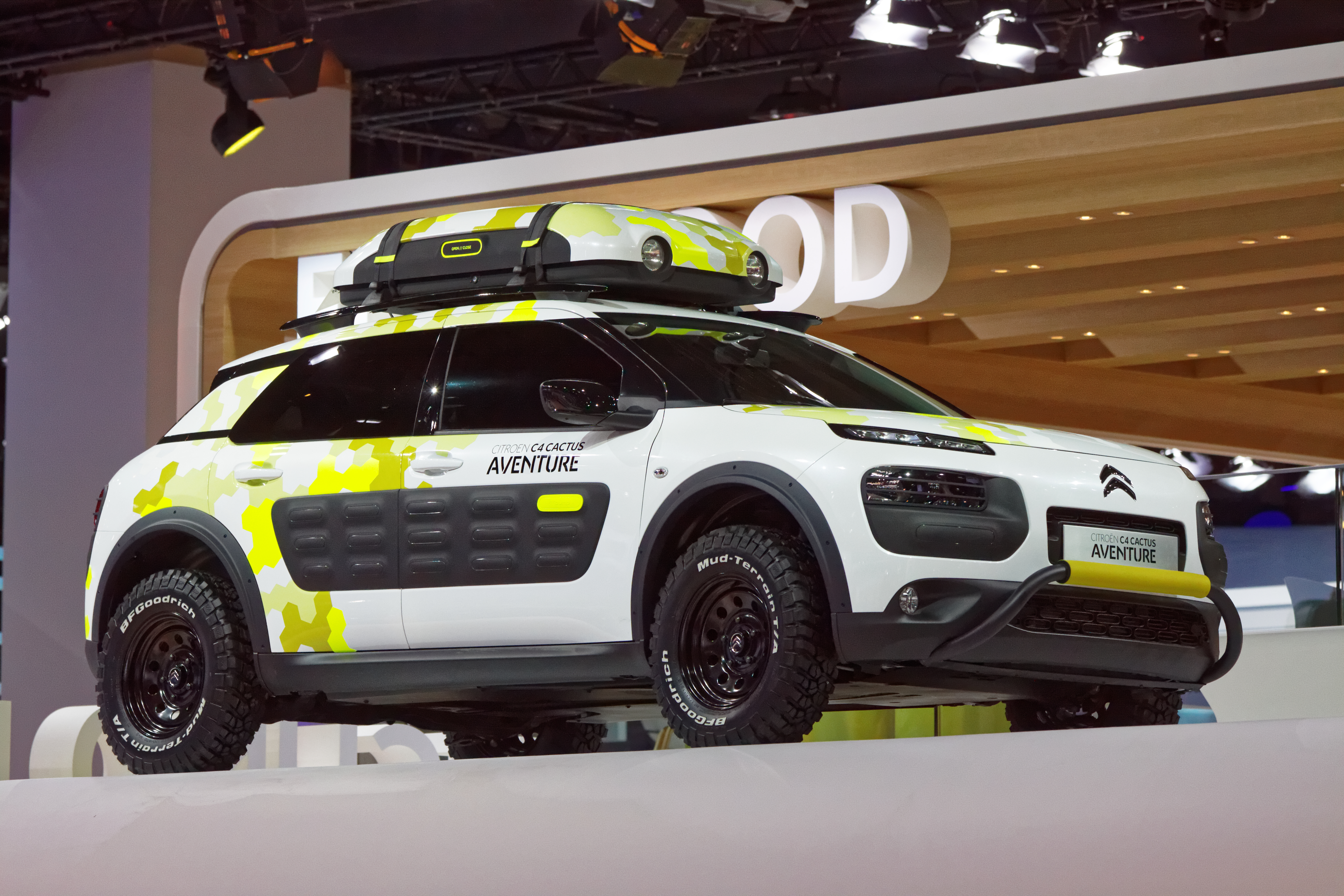
Citroën C4 Cactus Aventure
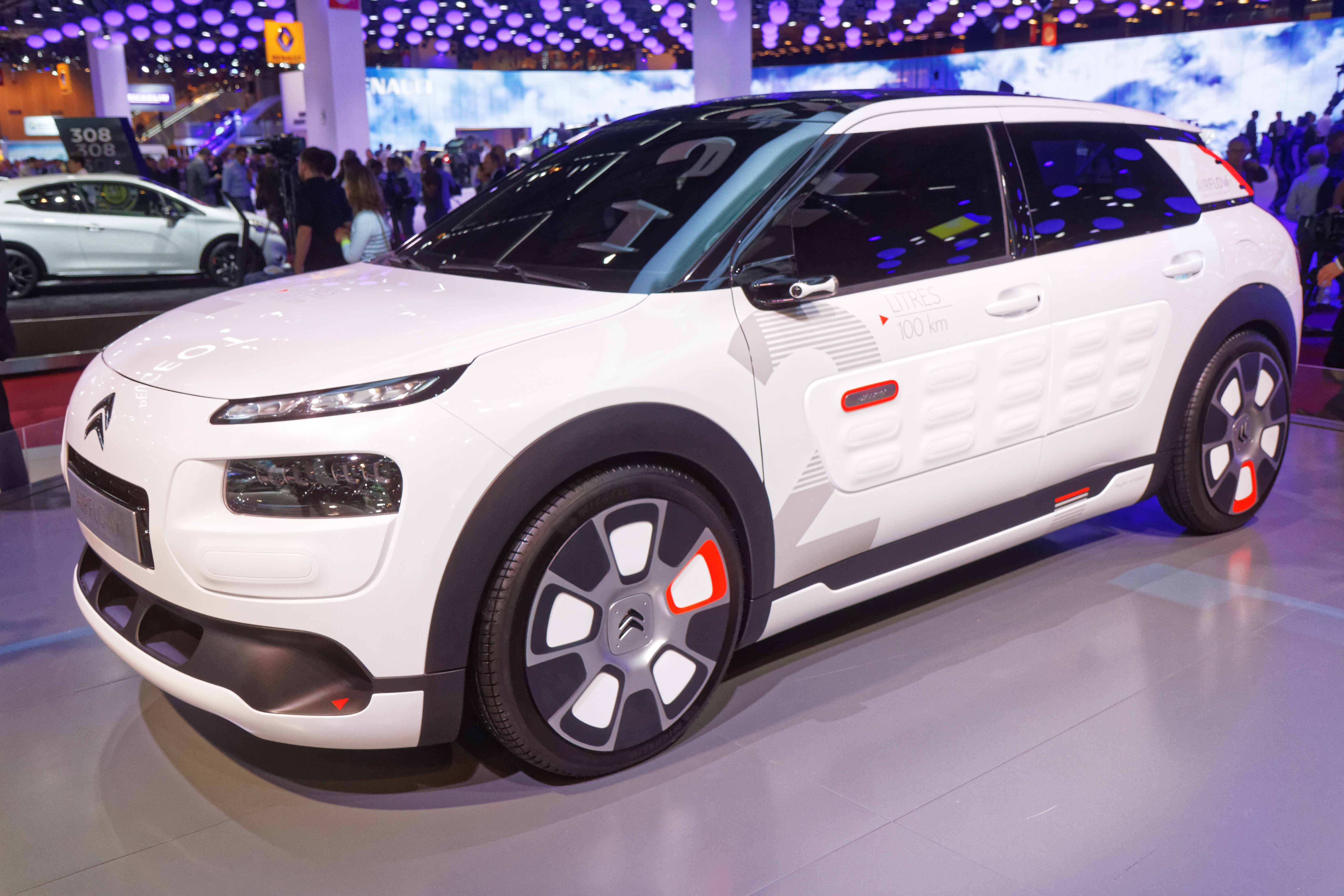
Citroën C4 Cactus Airflow 2L
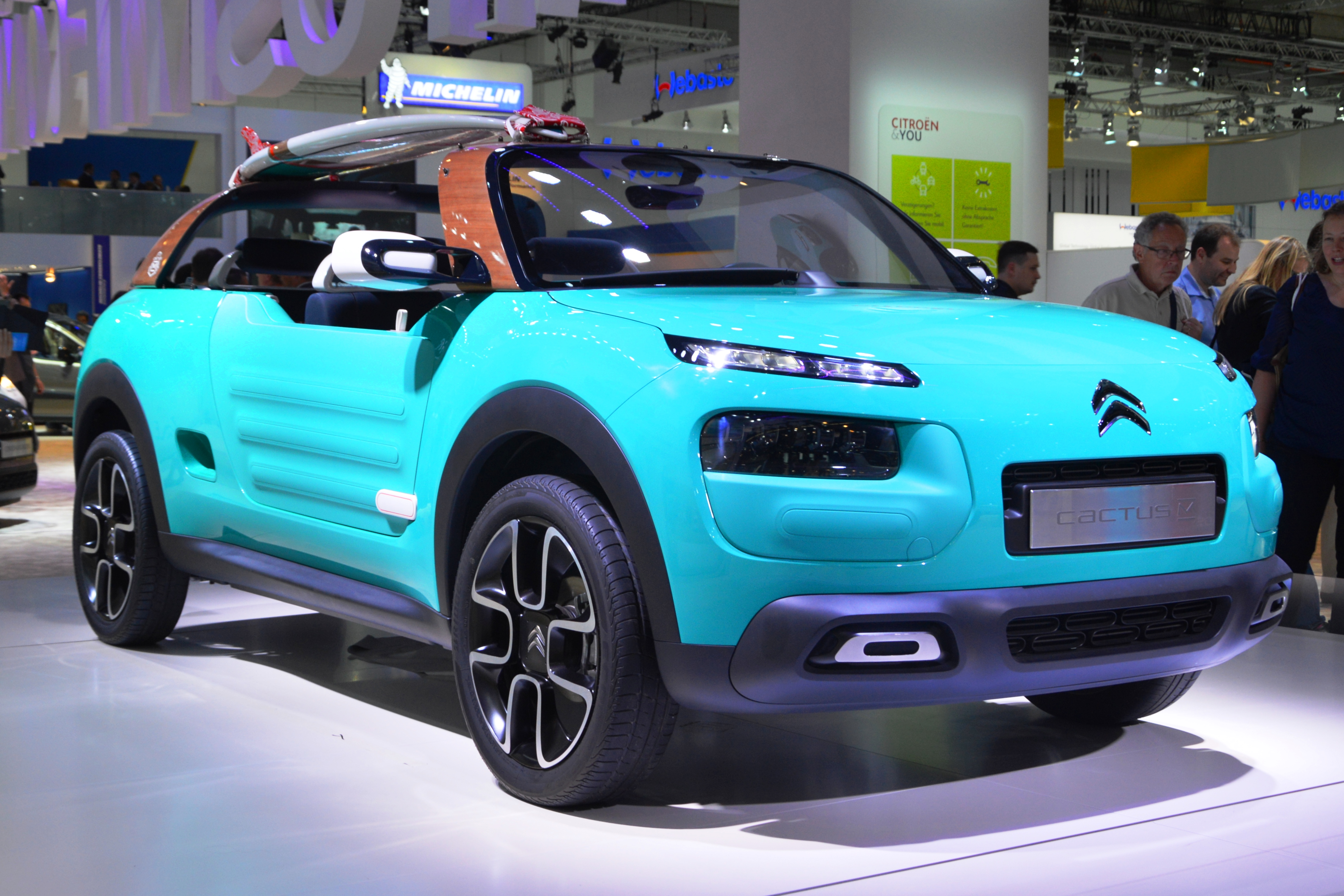
Citroën Cactus M

## Дизайн и конструкция
В стандартную комплектацию входят уже упомянутые выше накладки Airbump, представляющие собой резиновые вставки с воздушными прослойками внутри. При столкновении они позволяют не ремонтировать дверь, а лишь менять накладку. Такие накладки закреплены на дверях, под фарами и на заднем бампере. Бампера частично из пластика. Крыша модели панорамная. Задний дверной проём из-за дизайна имеет суженную сверху форму.

### Интерьер

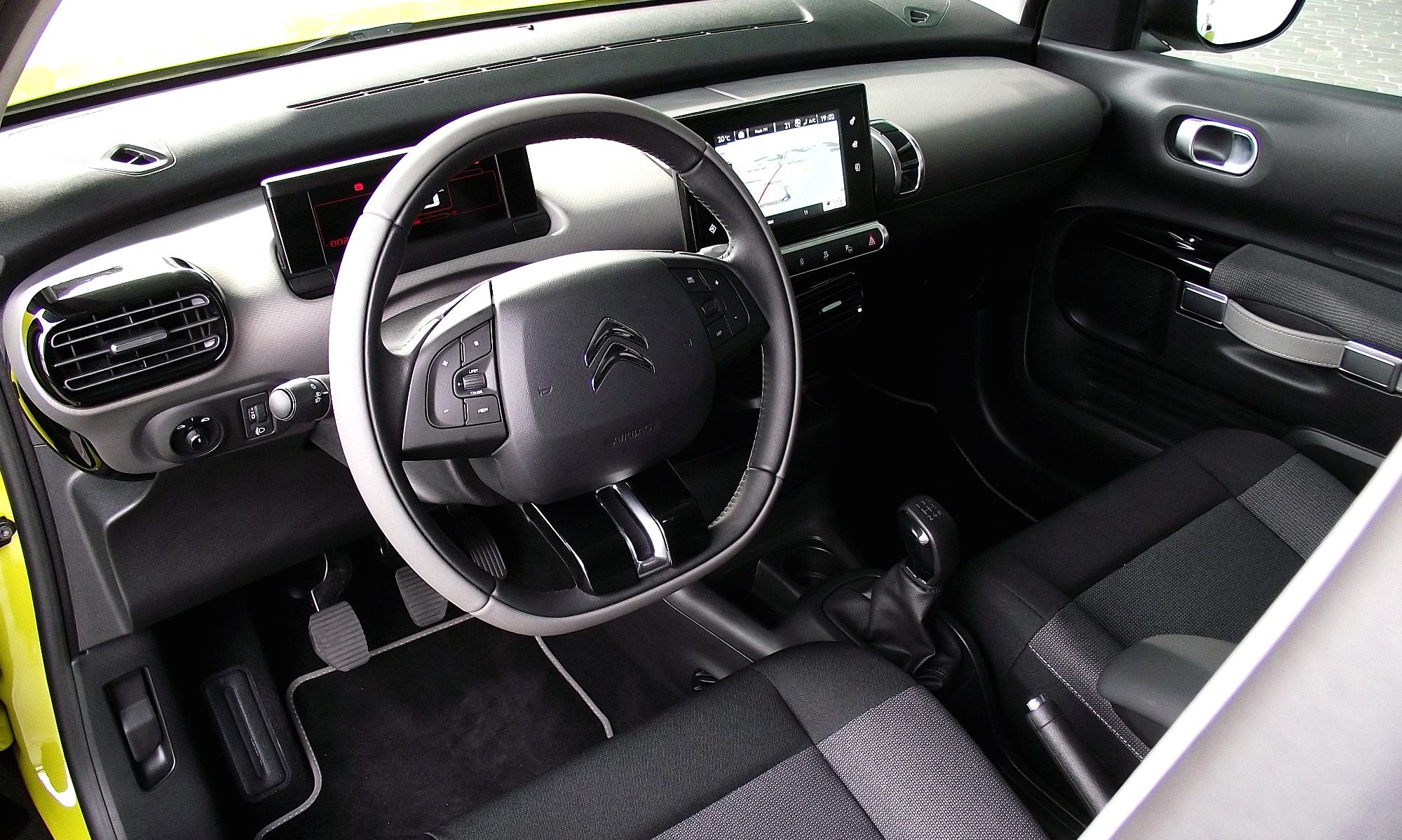
Интерьер модели

Панель приборов выполнена в виде жидкокристаллического экрана. Тахометр отсутствует. На экране демонстрируется скорость, номер передачи, запас топлива и круиз-контроль. Под центральным экраном расположены кнопки подогрева сидений, центрального замка, ESP и системы автоматической парковки. Остальное управляется с помощью экрана. Подушка безопасности пассажира находится на козырьке, благодаря чему перчаточный ящик очень просторный. Передние кресла очень широкие, а если разложить подлокотник, то они превращаются в двухместный диван. Для закрытия дверей предусмотрены либо ремешки, либо классические твёрдые ручки. Задний диван обладает тремя местами и по простору схож с моделью C4 второго поколения. Багажник имеет объём 348 л, но при сложенных задних сидениях увеличивается до 1170 л.

### Технические характеристики
Модель предлагалась с тремя вариантами двигателей: бензиновый 1,2-литровый рядный трёхцилиндровый двигатель мощностью 75 или 110 л.с (зависит от наличия турбонаддува) или дизельный объёмом 1,6 литра и мощностью 92 л. с. Коробка передач — 5-ступенчатая механическая, а с бензиновым мотором с турбонаддувом доступна роботизированная. Передняя подвеска — типа McPherson, задняя — полузависимая пружинная. Передние тормоза — дисковые вентилируемые, задние — дисковые. Привод — только передний. Устанавливаемые колёса — 205/50 R15 или 205/55 R16.

## Безопасность
Согласно данным EuroNCAP, модель оснащается фронтальными и боковыми подушками безопасности, а также шторками безопасности. Также устанавливаются преднатяжители и ограничители нагрузки для ремней безопасности. Подушку безопасности пассажира можно отключить.

### Тесты EuroNCAP
Автомобиль прошёл краш-тест EuroNCAP в 2014 году. Модель показала хороший уровень защиты пассажиров. Кузов деформировался незначительно. Защита ног водителя и пассажира была отличной. В боковом столкновении защита грудной клетки водителя была средней. При ударе сзади защита шеи была хорошей у всех пассажиров. Защита 18-месячного ребёнка, особенно его головы и шеи, была средней. В остальном к безопасности детей вопросов не было. Защита пешеходов была хорошей, но слабым местом было выявлено лобовое стекло. Системы безопасности соответствовали всем требованиям EuroNCAP того времени (рейтинг истёк в январе 2021 года).

## Обзоры и оценки
Несмотря на отсутствие автомобиля в российском модельном ряду Citroën, издание «Колёса.ру» в 2015 году провело его тест-драйв. Как и в случае с многими другими автомобилями марки, дизайн оказался сильной стороной модели, чего не скажешь о двигателях. Бензиновый мотор был отмечен крайне слабым (разгон до 100 км/ч занял около 13 секунд), а роботизированная коробка передач — требующей привыкания. Также было отмечено слишком тяжёлое усилие при активном рулении.
Британское издание «Auto Express» оценило автомобиль на 4 из 5, отмечая интересный дизайн, комфортную езду и низкую цену, но одновременно с этим — неудобную роботизированную КПП, плохое качество материалов отделки салона и «раздражающую» информационно-развлекательную систему. Издание «Top Gear» оценило рестайлинговый автомобиль на 6 из 10 (3 из 5), отмечая комфортную езду и эргономичный салон, но одновременно с этим ухудшившийся после рестайлинга дизайн. Ещё одно издание, Car, оценило автомобиль на 4 из 5. Пункт «управляемость» получил оценку 3 из 5, а остальные — 4 из 5.
Комментарии аргентинского подразделения издания «Motor1» таковы: красивый экстерьер и просторный интерьер, но одновременно с этим неудобная панель приборов, отсутствие опускающихся задних стёкол и поведение подвески на неровной дороге. В целом автомобиль был оценён положительно.

## Награды
Модель была удостоена множества наград. Так, в 2014 году C4 Cactus был признан хетчбэком года по версии издания Top Gear. В 2015 году на автосалоне в Нью-Йорке модель получила награду «World Car Design of the Year». В том же году модель на Женевском автосалоне получила награду «Production Car of the Year» от Car Design News. В 2017 году от издания «Auto Express» автомобиль получил награду «Small SUV of the Year 2017», а в 2018 году от издания «carwow» награду «Car Of The Year».

## Отзывные кампании
Модель за время своего существования прошла через 9 отзывных кампаний. Первая произошла в декабре 2016 года и была связана с возможным самопроизвольным открыванием капота. В 2017 году было сразу пять отзывов: первый (апрель) из-за возможного несоответствия привода КПП заявленным характеристикам, второй (апрель) из-за возможности неправильной работы стартера, третий (май) из-за вероятности утечки топлива, четвёртый (июнь) из-за возможно неправильного закрепления бампера, пятый (октябрь) из-за возможной небезопасности структур капота. В 2019 году случилось ещё два отзыва: первый (апрель) из-за вероятности повреждения сажевого фильтра пластмассовым компонентом внутри выхлопной трубы (касалось только моделей с дизельным двигателей), а второй (ноябрь) из-за возможности несоответствия установки задней левой тормозной трубки заявленной спецификации. В январе 2021 года случился отзыв из-за того, что «материал, отделяющийся от ремня ГРМ» может повредить вакуумный тормозной насос.

## Продажи
В Европе продажи автомобиля были неплохими — около 373 тысяч машин за всё время, однако, эти результаты не могли сравниться с таковыми у одного из конкурентов — Renault Captur, который перешагнул барьер в 400 тысяч проданных автомобилей уже через 2 года после появления на рынке — в 2015 году.
| Страна    | Календарный год | Календарный год | Календарный год | Календарный год | Календарный год | Календарный год | Календарный год | Календарный год | Итого   |
| Страна    | 2014            | 2015            | 2016            | 2017            | 2018            | 2019            | 2020            | 2021            | Итого   |
| --------- | --------------- | --------------- | --------------- | --------------- | --------------- | --------------- | --------------- | --------------- | ------- |
| Европа    | 28 974          | 78 888          | 71 378          | 56 245          | 57 637          | 52 600          | 26 379          | 1192            | 373 293 |
| Аргентина | Не продавался   | Не продавался   | Не продавался   | 652             | 2424            | 4260            | 4763            | 5579            | 17 678  |
| Бразилия  | Не продавался   | Не продавался   | Не продавался   | Не продавался   | 3300            | 16 439          | 9259            | 19 553          | 48 551  |